# Chiesa di San Quirico (Bucine)
La chiesa di San Quirico è un edificio sacro che si trova in località Capannole, a Bucine.

## Storia
Documentata dal 1021, ma forse di origine paleocristiana, fu ricostruita nell'XI-XII secolo in stile romanico. La chiesa ha subito nel corso del tempo molti interventi, anche radicali, che ne hanno cambiato l'orientamento e ridotto le dimensioni, fino alla sua completa riedificazione nel 1928. Scarse sono le tracce di epoca romanica, limitate a parte del paramento murario del fianco destro, della parte terminale e della sacrestia che corrispondeva all'antica navatella destra.
L'unica navata, completamente ornata in stile neogotico, è coperta da capriate lignee; l'altare maggiore conserva un dipinto seicentesco raffigurante la Madonna in gloria e santi, avvicinabile all'ambito di Francesco Curradi.